# Sémelparité et itéroparité
La sémelparité et l’itéroparité sont deux stratégies de reproduction opposées. Une espèce est dite sémelpare si ses individus ne se reproduisent qu’une fois au cours de leur vie, et itéropare s’ils se reproduisent plusieurs fois. Parmi les végétaux, les plantes annuelles vivent un an et sont généralement sémelpares. Les vivaces ont une vie plus longue et sont généralement itéropares.
Chez les espèces sémelpares, la mort qui suit la reproduction fait partie d’une stratégie visant à mettre toutes les ressources disponibles dans l’acte reproductif.

## Généralités

### Sémelparité

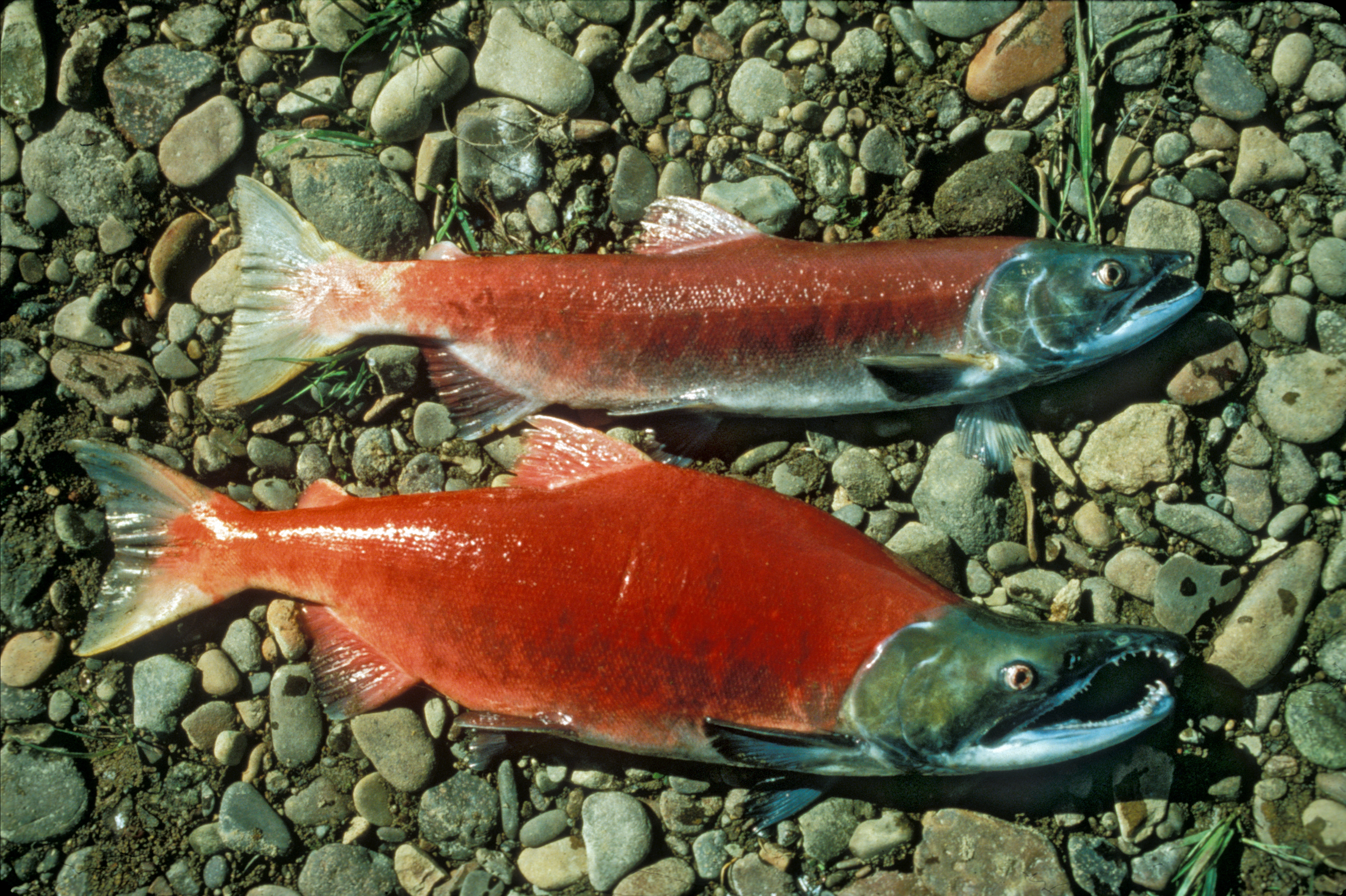
Les saumons du pacifique du genre Oncorhynchus sont pour la plupart sémelpares. Ici, Oncorhynchus nerka.

Le terme sémelpare vient du latin semel, « une fois » et du verbe pario (parere), « enfanter ». Certains parlent de reproduction « Big Bang », étant donné que les événements reproductifs de ces derniers sont prolifiques et fatals. Un exemple classique d’organisme sémelpare est le saumon du Pacifique du genre Oncorhynchus qui vit de nombreuses années dans l’océan avant de retourner vers les eaux douces où il est né afin d’y frayer puis de mourir. On retrouve d’autres animaux sémelpares chez de nombreux insectes comme certains papillons, les cigales ou les éphémères ; chez les mollusques comme la seiche ou la pieuvre et de nombreux arachnides. La sémelparité est beaucoup plus rare chez les vertébrés, mais en plus du saumon on y retrouve l’éperlan et le capelan, quelques reptiles et amphibiens et certains marsupiaux.
Parmi les plantes sémelpares on retrouve les plantes annuelles, comprenant les céréales et la plupart des légumes, et d’autres ayant une durée de vie plus longue comme l’agave et certaines espèces de bambous.

#### Chez les mammifères
Chez les mammifères, cette stratégie de « reproduction suicidaire pour le mâle » est rarissime. 
Elle n'est connue que dans l'hémisphère sud, chez 4 genres de marsupiaux insectivores d'Australie, d'Amérique du Sud et de Papouasie-Nouvelle-Guinée, où tous les mâles meurent après l'accouplement. 
Chez ces espèces, la rétroaction des corticostéroïdes est inhibée chez les mâles au moment du rut, ce qui accroît leur taux d'hormones de stress durant toute la saison des amours, aboutissant à un effondrement du système immunitaire tel que tous les mâles meurent rapidement de maladie. 
L'intérêt évolutif de cette stratégie de cycle de vie inhabituel a été étudié. 

Une hypothèse est qu'alors que ces prédateurs marsupiaux se diversifiaient à des latitudes plus élevées, l'abondance de leurs proies (des arthropodes) est devenue de plus en plus saisonnière. Face à ces pics de proies plus prévisibles, la sélection naturelle a pu favoriser un temps plus court consacré à la reproduction une fois par an ; les femelles profitant du moment où la condition physique des mâles est élevée, avant que leur disparition ne laisse plus de ressources alimentaires (dont en insectes nécrophages qui se nourriront notamment des cadavres de mâles morts) pour la nouvelle jeune génération. Cependant on constate que les dates d'ovulation maximales (propres à chaque espèce de mammifère sémelpare) sont souvent synchronisées selon la photopériode et pas exactement sur les pics d'abondance d'arthropodes.
En 2013, Diana O. Fisher et son équipe notent que : 
- des saisons courtes d'accouplement intensifient la compétition de reproduction entre mâles « à reproduction suicidaire », augmentant leur investissement énergétique dans les copulations, tout en réduisant leur survie après accouplement ;
- les espèces à saisons de reproduction plus courtes ont des testicules plus gros par rapport à la taille de leurs corps. Ceci évoque un « effort létal adaptatif chez les mâles car les femelles intensifient la compétition entre spermatozoïdes en raccourcissant et synchronisant davantage la période d'accouplement annuelle (...) »[5].

### Itéroparité

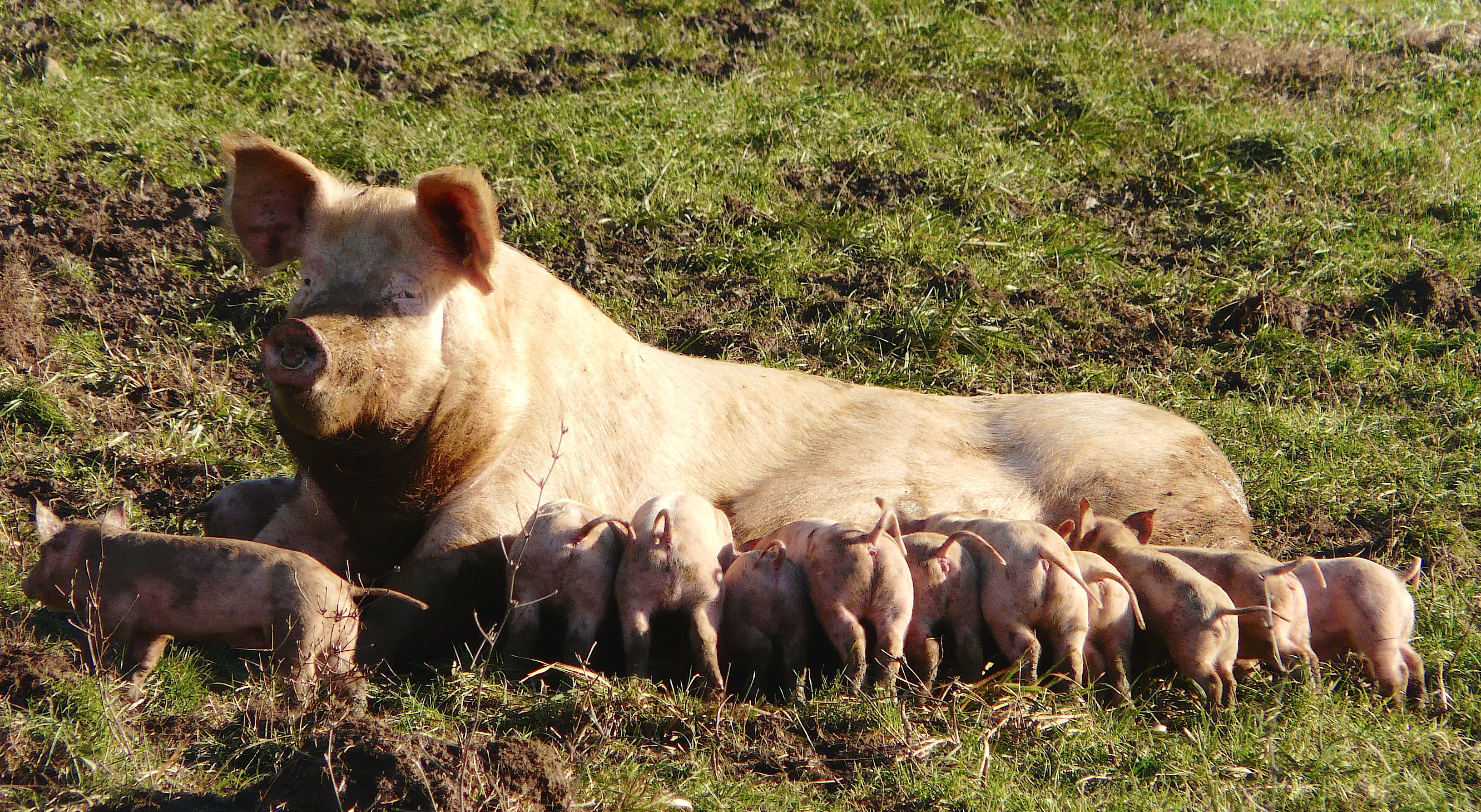
Avec ses nombreuses portées, le cochon (espèce domestiquée) est un bon exemple d’organisme itéropare. De plus, le nombre de petits par portée est toujours plus grand que chez le sanglier et que chez la majorité des mammifères.

Le terme itéropare vient du verbe latin itero (iterare), « recommencer » et du verbe pario (parere), « enfanter ». 
Un exemple d’organisme itéropare est l’humain : bien que de nombreuses personnes puissent choisir de n’avoir qu’un seul enfant, leur organisme reste capable de se reproduire de nombreuses fois, et sans saison de reproduction privilégiée. Les vertébrés itéropares incluent tous les oiseaux et les poissons, et la plupart des reptiles et des mammifères. 

Parmi les invertébrés, on retrouve la plupart des mollusques et de nombreux insectes comme certains moustiques ou les blattes. 
Dans le monde végétal, la plupart des plantes vivaces sont itéropares.

## Analyse des stratégies
L’analyse de ces stratégies se base essentiellement sur deux concepts majeurs : la valeur reproductive (en) de Ronald Aylmer Fisher et le concept de coût de reproduction de George C. Williams qui poursuit les travaux de Fisher. 
Un organisme possède un total d’énergie disponible limité qu’il doit répartir entre diverses fonctions : la croissance, la reproduction et la maintenance. Toute énergie dépensée dans l’une de ces fonctions fera défaut à une autre. De plus, l’énergie allouée à ces fonctions peut être modifiée à tout moment pour des raisons externes à l’organisme lui-même : raréfaction de la nourriture disponible, changement brusque de température, etc.
Enfin, concernant la reproduction elle-même et ses conséquences, il faut encore comparer le bénéfice accordé par un acte reproducteur présent et réussi au coût engendré par les futurs actes[pas clair] : dans certaines conditions il sera préférable d’accroître ou, à l’opposé, d’abandonner l’investissement parental, le seul but étant d’augmenter finalement la valeur sélective.
C’est ce compromis perpétuel − ou stratégie d’histoire de vie − entre les différentes fonctions qui peut amener une espèce à basculer d’une stratégie à l’autre. On pense d’ailleurs aujourd’hui que la sémelparité représente une évolution de l’itéroparité, les environnements plus ou moins hostiles étant la source de cette convergence évolutive.